# سالفاتوري أوريليو
سالفاتوري أوريليو (بالإيطالية: Salvatore Aurelio)‏ (15 يناير 1986 بنابولي في إيطاليا - ) هو لاعب كرة قدم إيطالي في مركز الهجوم. شارك مع منتخب إيطاليا تحت 15 سنة لكرة القدم ومنتخب إيطاليا تحت 16 سنة لكرة القدم ومنتخب إيطاليا تحت 17 سنة لكرة القدم ومنتخب إيطاليا تحت 20 سنة لكرة القدم. أما مع النوادي، فقد لعب مع نادي تشيزينا ونادي جنوى ونادي ساليرنيتانا ونادي فادو ونادي فروسينوني ونادي كروتوني ونادي لوكيزي وهيلاس فيرونا وUSD Lavagnese 1919 ‏ وPaganese Calcio 1926 ‏ وكارسو كالتشيو ‏ وUC AlbinoLeffe ‏.

## وصلات خارجية
- سالفاتوري أوريليو على موقع قاعدة بيانات كرة القدم.إي يو (الإنجليزية)